# Wishing on a Star
Wishing on a Star è il quarto singolo del rapper statunitense Jay-Z, pubblicato l'11 marzo del 1998 ed estratto dal suo secondo album, In My Lifetime, Vol. 1. Prodotto da Trackmasters, il singolo è una cover del gruppo R&B Rose Royce che vede la partecipazione di Gwen Dickey, una delle cantanti delle Rose Royce. Wishing on a Star e alcuni remix sono presenti anche nella Greatest Hits di Jay-Z, in Chapter One: Greatest Hits e in Bring It On: The Best of Jay-Z.
Wishing on a Star entra nelle classifiche europee, ma non in quelle statunitensi.

## Tracce

### CD
1. Wishing on a Star (Radio Edit)
2. Wishing on a Star (Trackmasters Remix)
3. Wishing on a Star (D Influence Remix)
4. Brooklyn's Finest
5. Wishing on a Star (Trackmasters Acappella)

### Vinile
Lato A
1. Wishing on a Star (Radio Edit)
2. Wishing on a Star (D Influence Remix)

Lato B
1. Wishing on a Star (Trackmasters Remix)
2. Imaginary Players
3. Wishing on a Star (Trackmasters Acappella)

## Classifiche

### Classifiche settimanali
| Classifica (1998) | Posizione massima |
| ----------------- | ----------------- |
| Germania          | 56                |
| Nuova Zelanda     | 29                |
| Paesi Bassi       | 51                |
| Regno Unito       | 13                |
| Svezia            | 50                |